# Büyükada
Büyükada (« grande île » en turc ; Πρίγκηπος Prinkipos ou Prinkipo en grec, signifiant « Prince » ou « Principal ») est la plus grande (5,4 km2) des neuf îles des Princes dans la mer de Marmara, à proximité d'Istanbul.

## Géographie

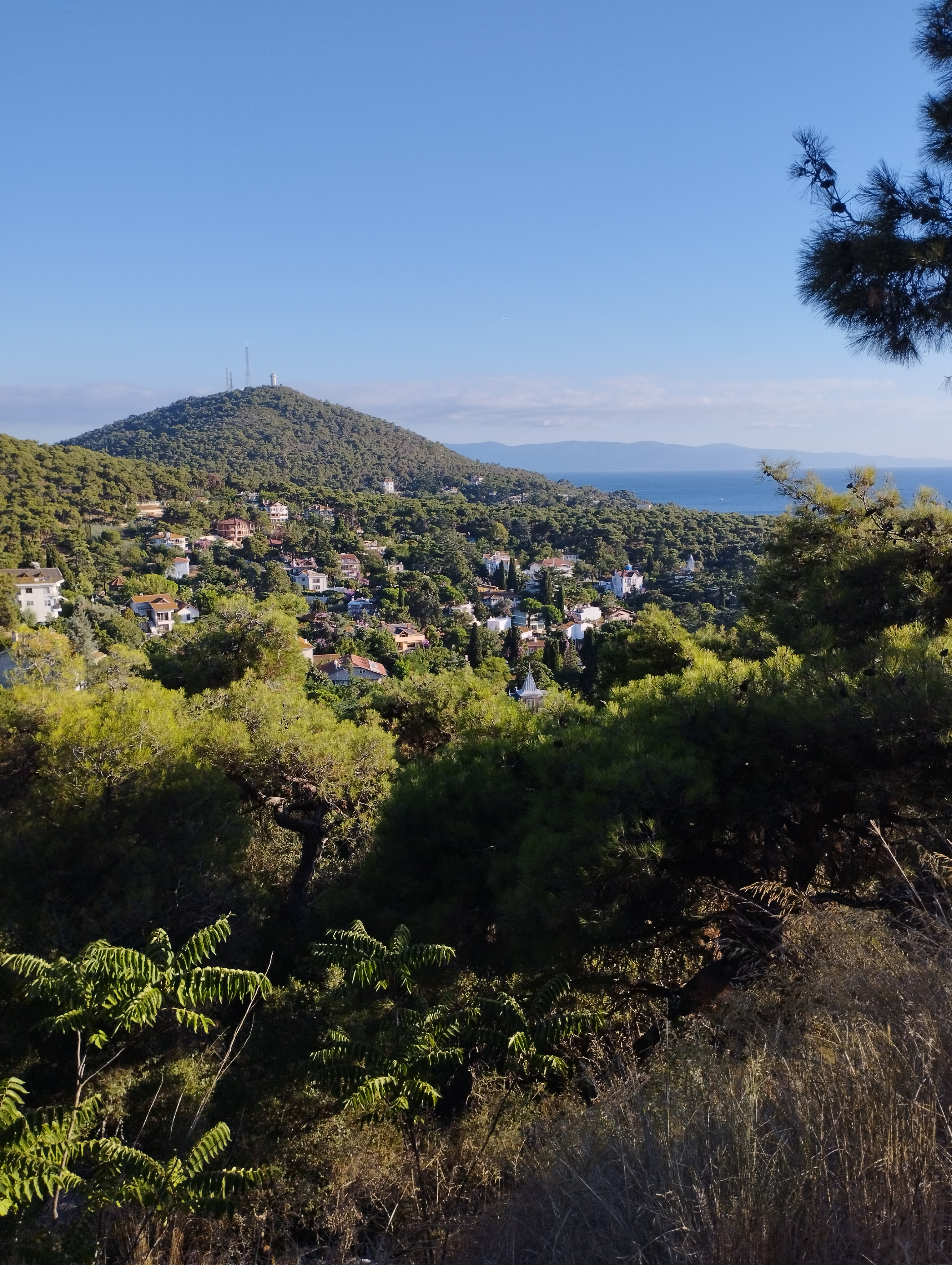
Vue depuis les hauteurs - Büyükada

Büyükada est composée de deux collines séparée par le col d'une petite vallée reliant deux petites plaines littorales à l'ouest et à l'est. La principale plaine littorale, au nord, est un site portuaire autour duquel s'est développée la petite ville d'Adalar. La côte sud de l'île est nettement plus escarpée, et ses quelques criques sont occupées par des plages privées surtout desservies par un bateau assurant la navette depuis le port d'Adalar.
Au nord, la colline la plus proche de l'embarcadère de ferries, İsa Tepesi (« colline de Jésus » en turc, ancien Hristos en grec), culmine à 152 mètres. Elle est dominée par l'ancien orphelinat grec orthodoxe Prinkipo, un imposant bâtiment en bois aujourd'hui très dégradé.

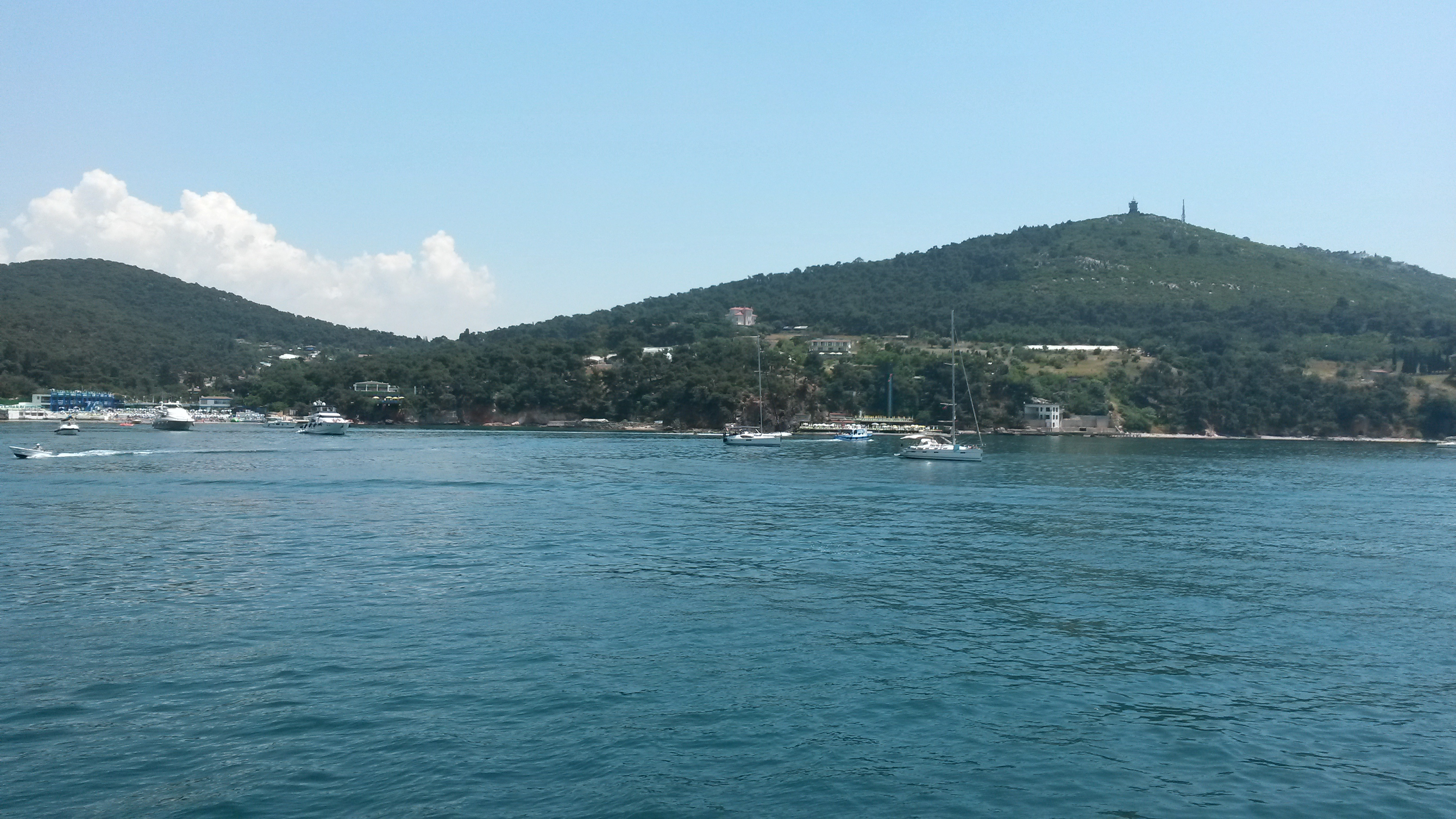
Les deux collines composant l'île de Büyükada.
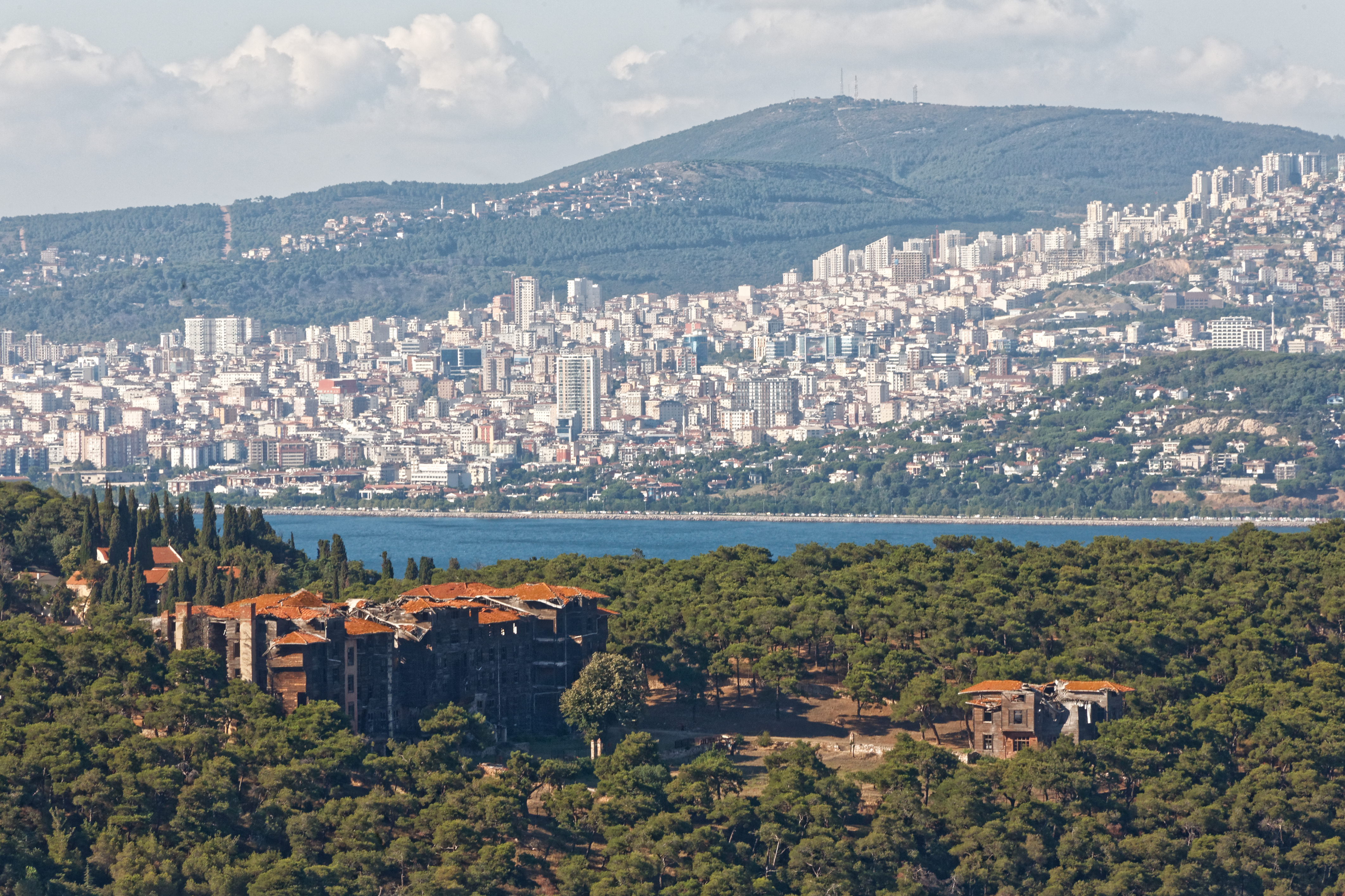
Ancien orphelinat grec de Büyükada.
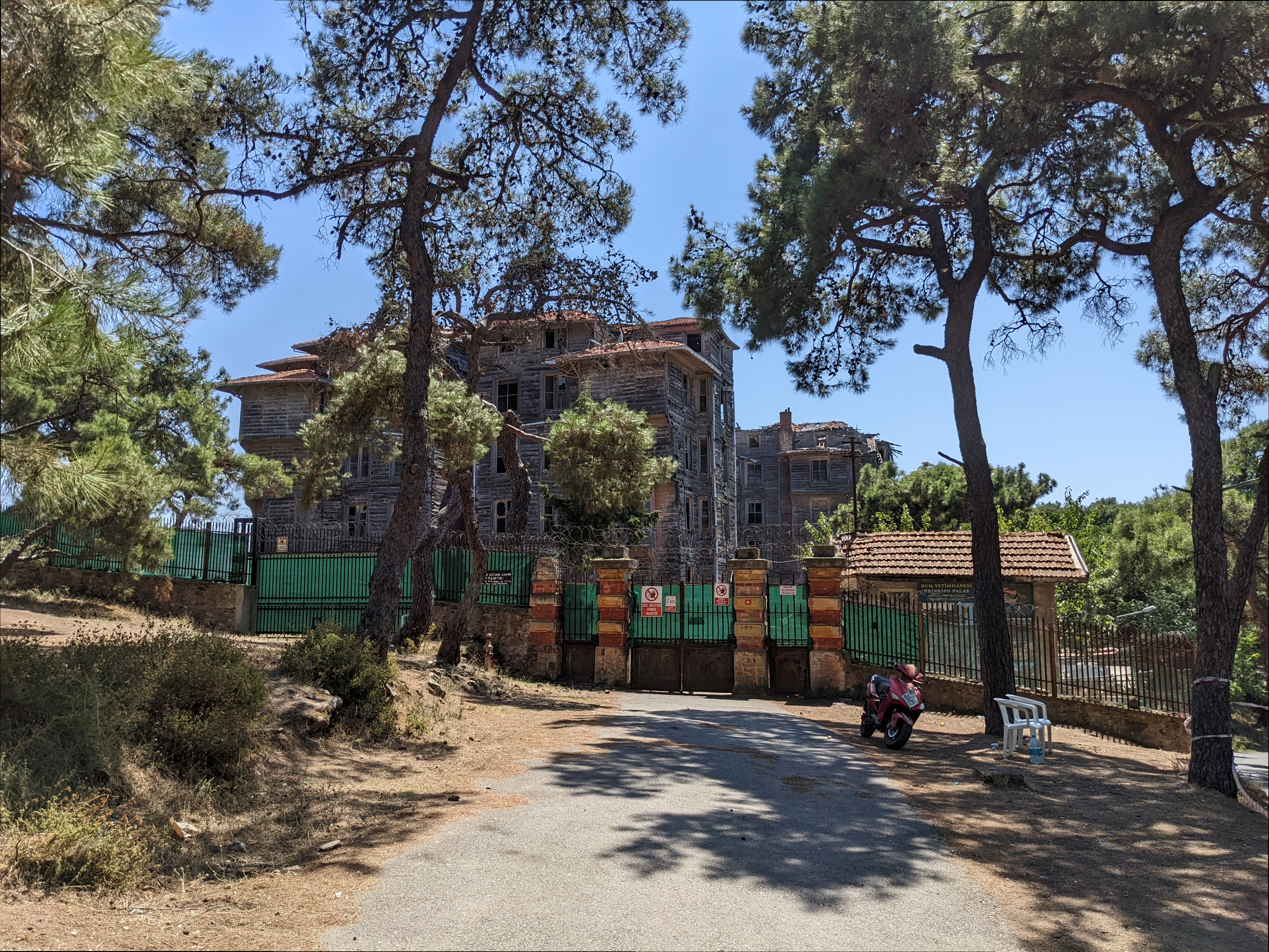
Entrée de l'ancien orphelinat.
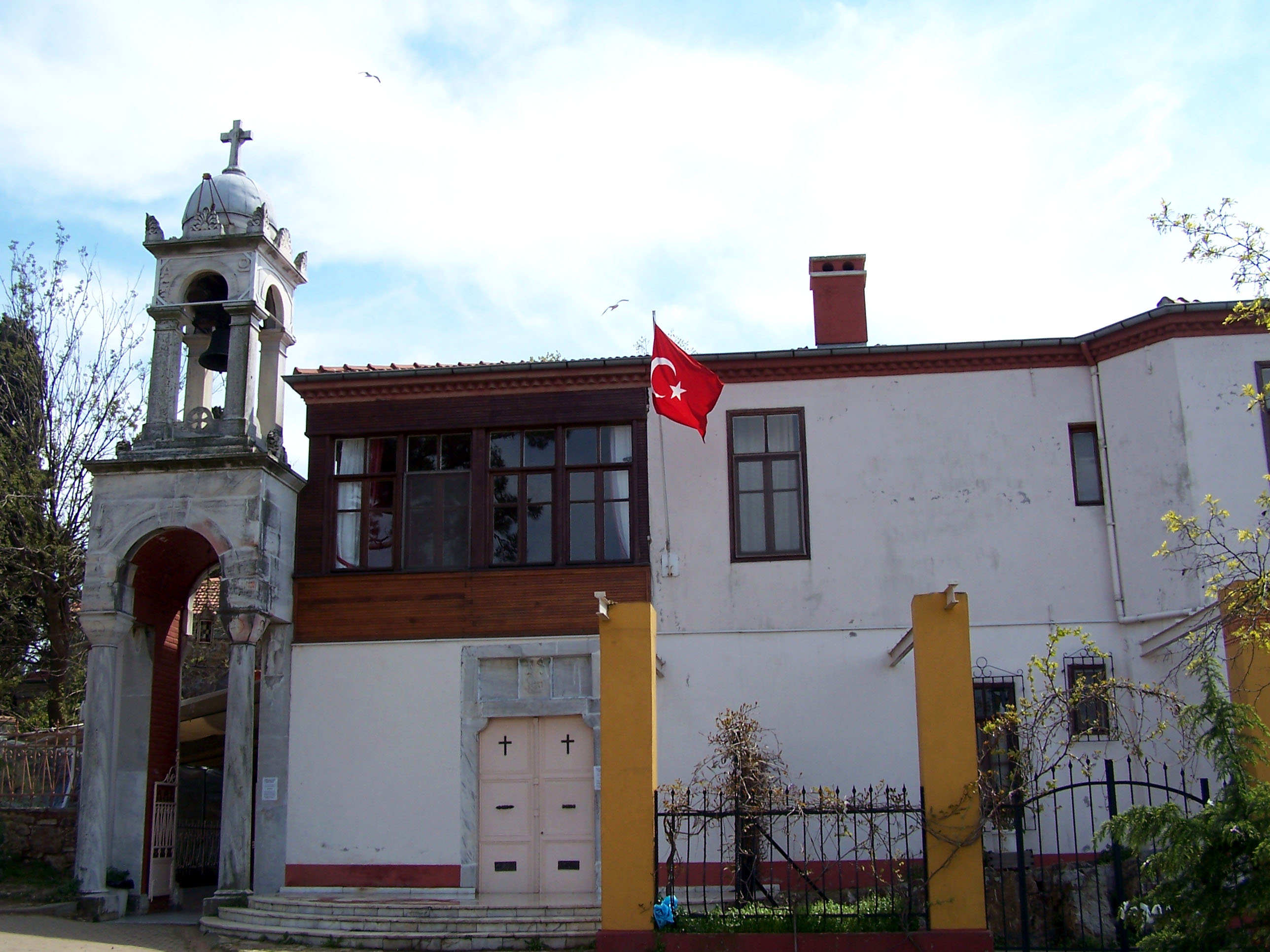
Monastère Saint-Georges Koudounas.

Dans la vallée et les plaines entre les deux collines se trouvent l'église et le monastère de Ayios Nikolaos, un ancien champ de foire Luna Park, et le musée des Îles des Princes sis dans un ancien hangar pour hélicoptères sur le rivage oriental.

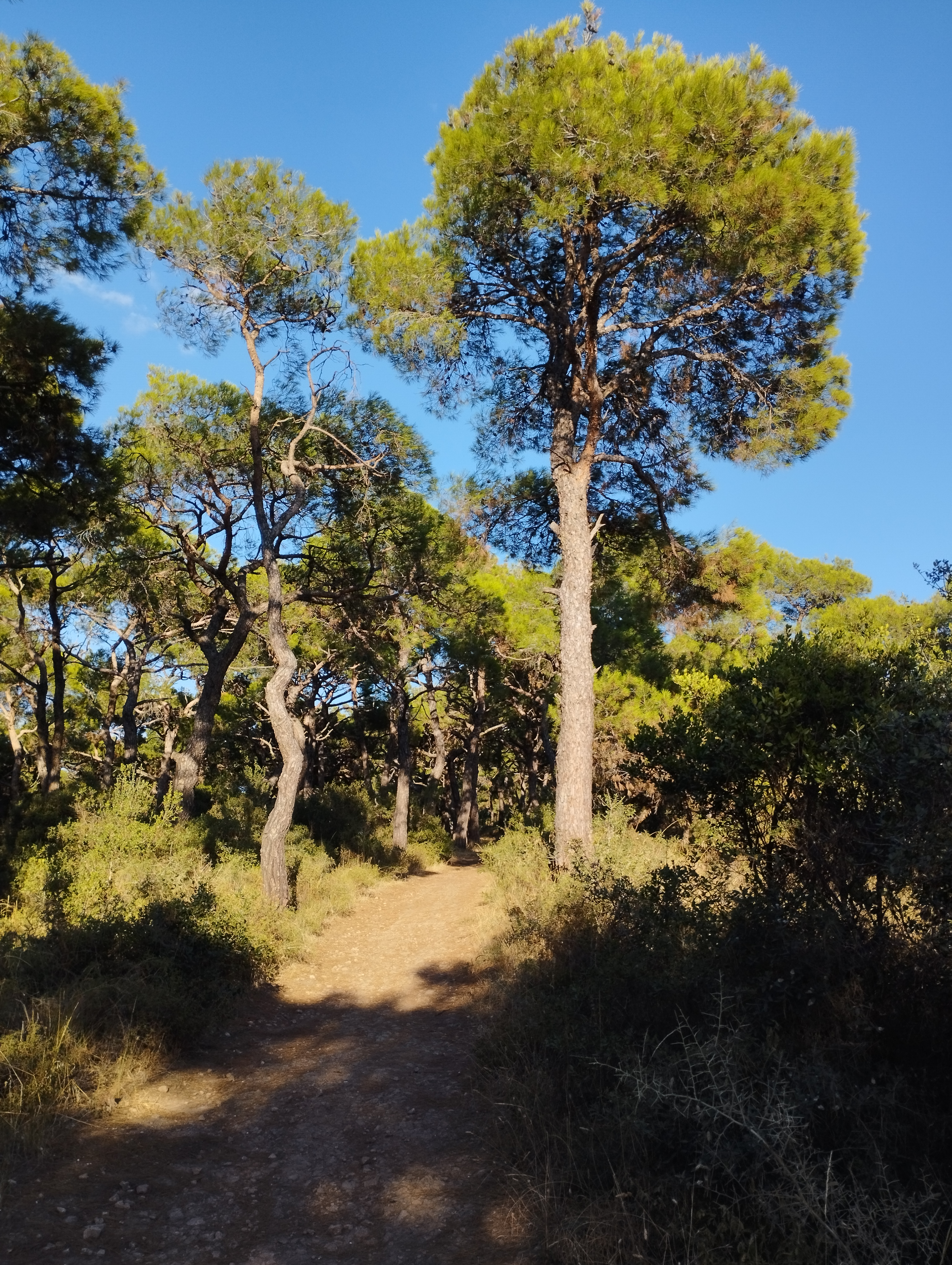
Chemin forestier - Büyükada

Au sud, la colline de Aya Yorgi (« Saint-Georges » en turc) culmine à 188 mètres. Elle est dominée par le monastère éponyme, dont l'église est encore aujourd'hui une destination de pèlerinage importante le 23 avril, jour de la Saint-Georges. Les pèlerins accrochent des rubans aux arbres du chemin qui mènent à l'église pour se faire exaucer un vœu, pratique déconsidérée comme relevant de la superstition plutôt que de la piété selon un panneau à l'entrée de l'église.
Une vaste pinède associée à du maquis recouvre l'essentiel de l'île.

## Histoire
Un couvent de Büyükada accueillit les impératrices byzantines Irène, la mère de Constantin VI, Euphrosyne, sa fille, Théophano, Zoé, Anne Dalassène et Marie d'Alanie pendant leur exil.

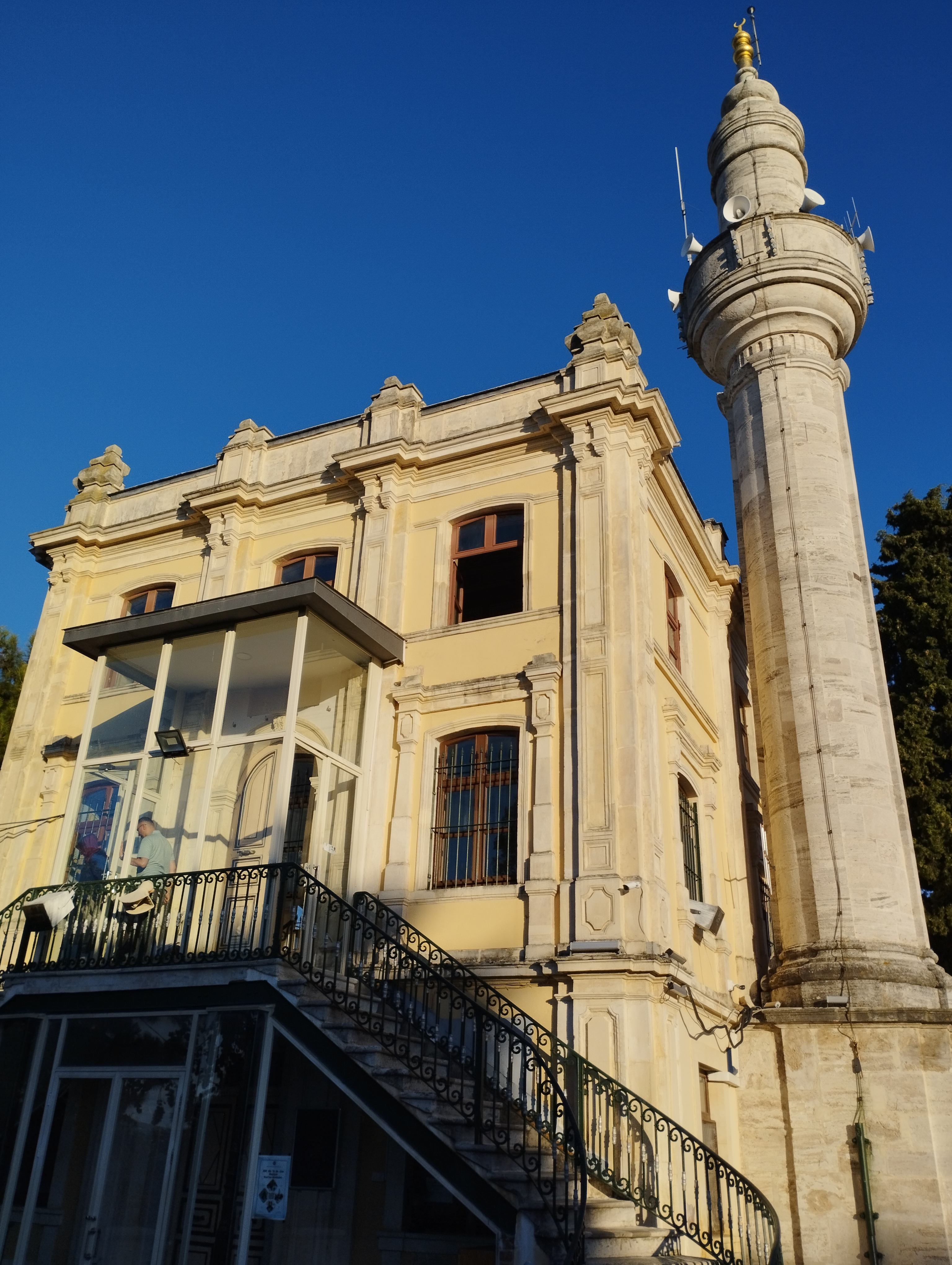
Mosquée Hamidiye

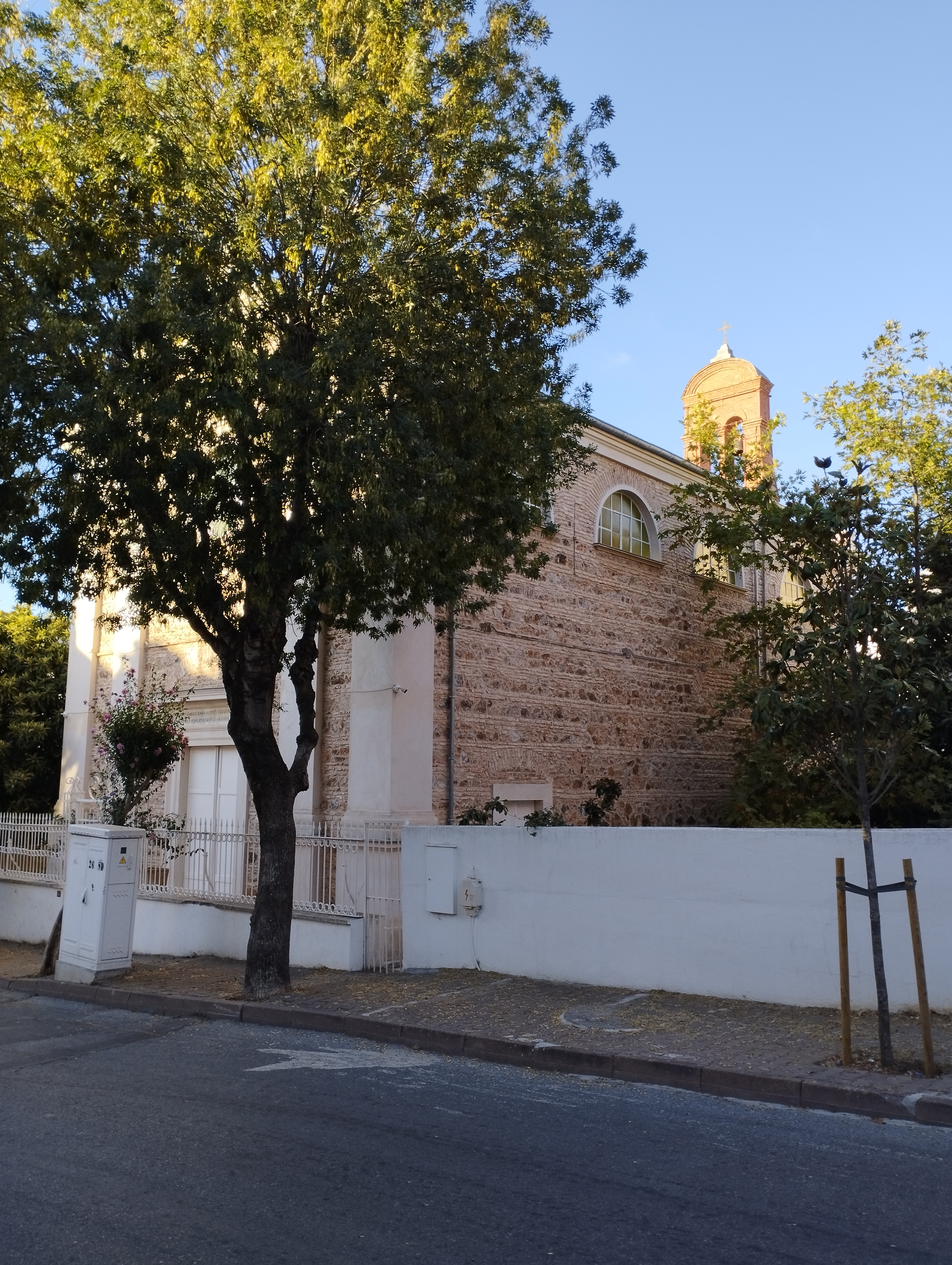
Eglise catholique arménienne - Büyükada

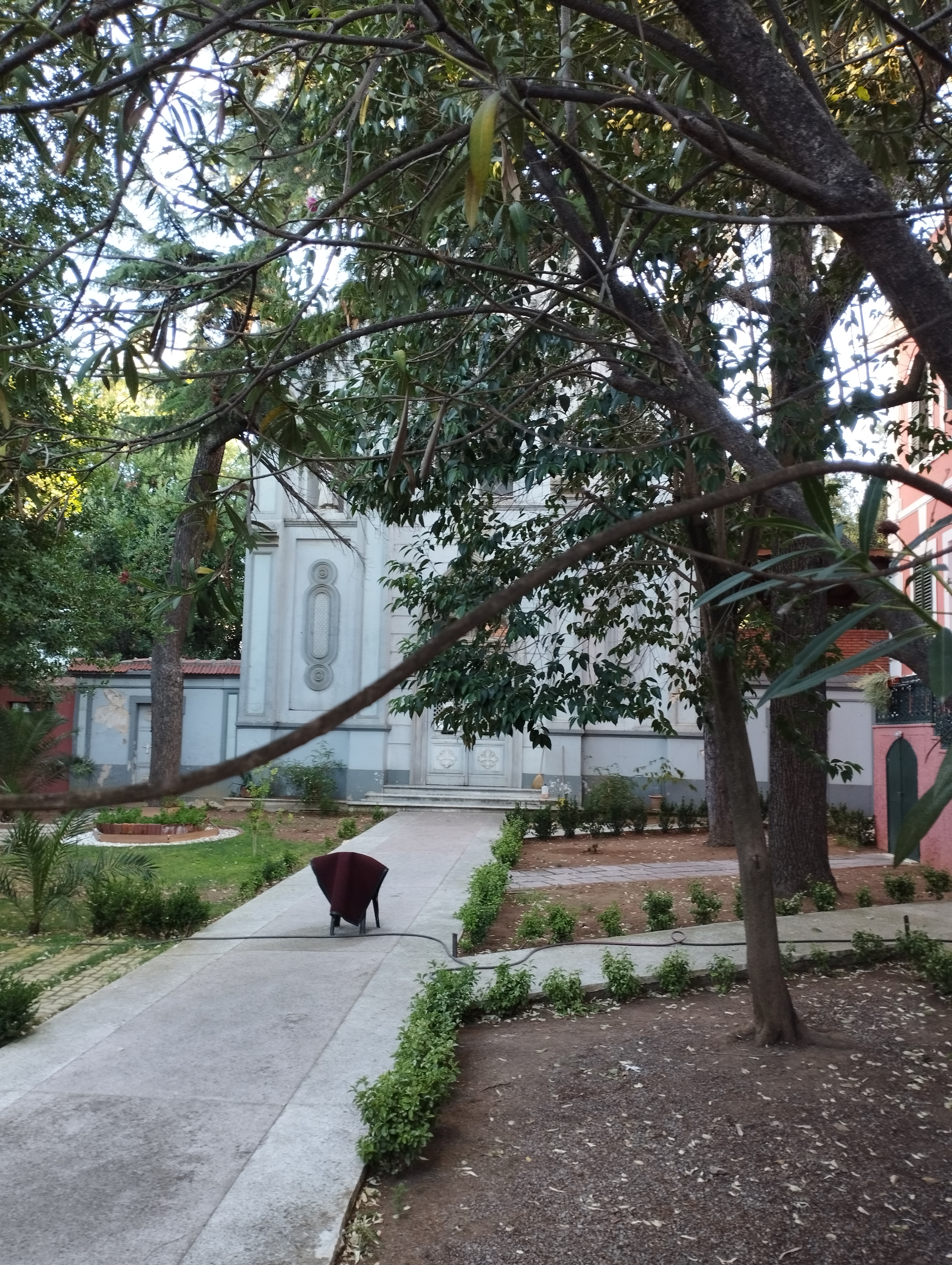
Eglise catholique San Pacifico - Büyükada

Parmi les constructions historiques à Büyükada, on peut citer l'église et le monastère Saint-Georges Koudounas (el) (Aya Yorgi) dédié à saint Georges, la mosquée Hamidiye construite par Abdul Hamid II au XIXe siècle, l'église arménienne catholique Surp Asdvadzadzin Verapokhum ou encore l'église San Pacifico tenue par les Franciscains toutes deux construites à la même époque.
Pendant la période byzantine, le pouvoir en place exilait de force des princes déchus à Büyükada et dans le reste des îles des Princes.

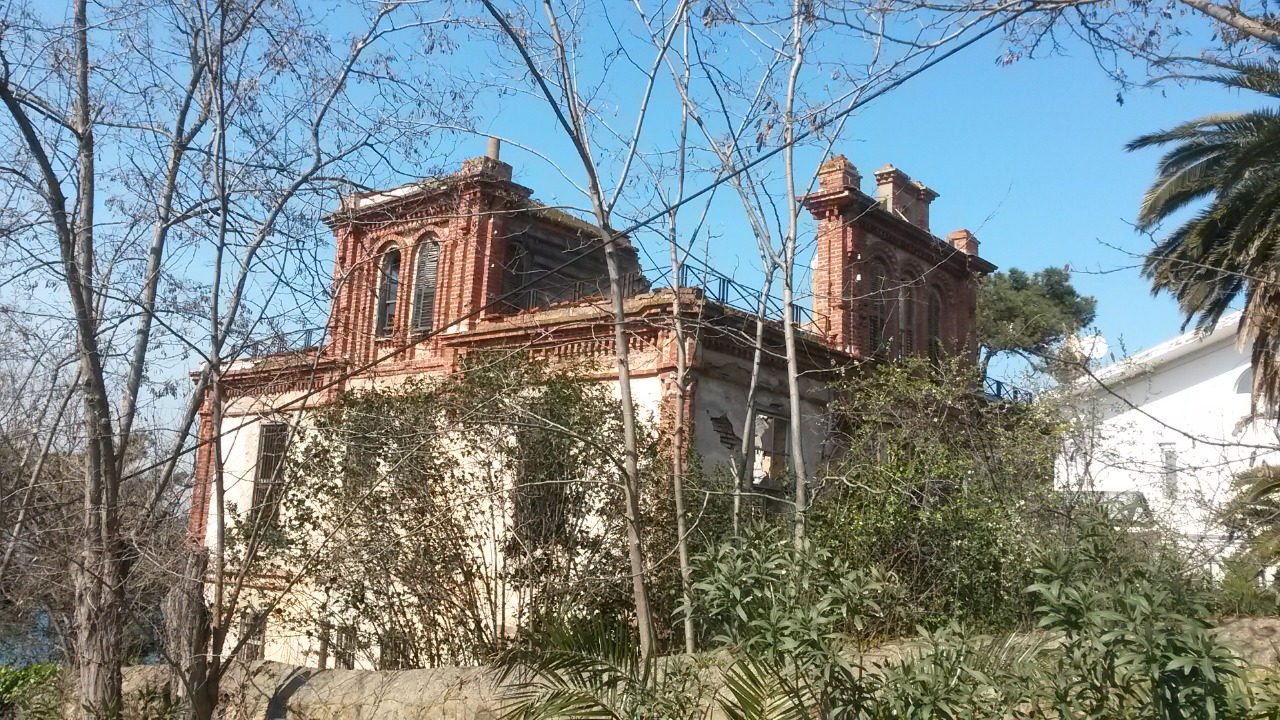
Ruines de la maison habitée par Léon Trotsky entre 1929 et 1933.

Au XIXe siècle, à la fin de la période ottomane, de riches familles juives, turques, grecques et arméniennes y firent construire des yalı, des résidences au bord de l'eau, notamment dans le sud de l'île. En 1846, une liaison en ferry à vapeur avec Constantinople se mit en place, et les îles des Princes devinrent populaires auprès des habitants de la Capitale, qui utilisèrent alors les yalı comme résidences d'été.
La princesse Fahrelnissa Zeid naquit sur cette île en 1901.
Léon Trotski resta quatre ans à Büyükada, première étape de son exil de l'Union soviétique en février 1929,. Il fut assigné à résidence dans l'ancienne demeure du banquier grec Konstantinos Iliasko, aujourd'hui abandonnée et en ruines ; c'est là qu'il écrivit Histoire de la révolution russe.

## Aujourd'hui
La population de l'île s'élève aujourd'hui à environ 7 500 personnes. Comme sur les huit autres îles des Princes, les véhicules motorisés — à l'exception des véhicules de service — y sont interdits. Les visiteurs peuvent explorer l'île à pied, vélo (il y a de nombreux magasins de location de vélos) ou en véhicules électriques, ces derniers ont remplacé les carrioles à cheval phaéton, qui fonctionnaient comme des taxis, offrant également des visites guidées autour de l'île ; on en comptait alors 250 sur l'île.
Les ferries qui rejoignent Büyükada partent de Bostancı, Kartal et Maltepe sur la rive asiatique, et de Kabataş du côté européen.

## Personnalités
- Fahrelnissa Zeid (1901–1991), artiste irakienne, y est née.
- Bedia Muvahhit (1906-1974), actrice turque.
- Jean XXIII (1881-1963), pape, alors nonce apostolique en Turquie (en) y résida entre 1933-1934.
- Eugène Antoniadi (1870-1944), observateur de la voûte céleste.
- Léon Trotski (1879-1940), un révolutionnaire communiste et homme politique russe, puis soviétique.